# Aichi H9A
Aichi H9A (japanski: 二式練習飛行艇) je bio japanski hidroavion korišten za obuku pilota tijekom prvih godina Drugog svjetskog rata. Kako je saveznicima bio nepoznat sve do proljeća 1945. godine, tako nikada nije dobio savezničko identifikacijsko ime.

## Dizajn i razvoj
H9A je bio visokokrilac s dva motora, dizajniran po zahtjevu Japanske carske mornarice za naprednim hidroavionom za obuku pilota za hidroavion Kawanishi H8K "Emily". Radovi na dizajnu su započeli u siječnju 1940. godine, a prototip je poletio u studenome.

## Operativna uporaba
Od svibnja do lipnja 1942. godine bio je uključen u nekoliko različitih pozadinskih uloga, kao što su anti podmorničke misije širom japanske obale, za transport, te za obuku padobranskih trupa.

## Inačice
- H9A – 3 prototipa.
- H9A1 – serijska inačica, 24 proizvedena od Aichija.
- H9A – 4 proizvedena od „Nippon Hikoki“.

## Korisnici
- Japan

## Tehničke karakteristike (H9A1)
Osnovne karakteristike
- posada: do 8 članova
- dužina: 16.95 m
- raspon krila: 24.0 m
- površina krila: 63.3 m2
- visina: 5.25 m

Letne karakteristike
- najveća brzina: 315 km/h
- dolet: 2150 km
- brzina penjanja: 4.5 m/s
- najveća visina leta: 6800 m
- specifično opterećenje krila: kg/m 2
- motor: 2 x Nakajima Kotobuki 41
  - propeler: 1

Naoružanje
- naoružanje: 1 × 7.7 mm „Type 92“ strojnica i 250 kg bomba

## Vanjske poveznice
- AirToAirCombat.com: Aichi H9A  Arhivirana inačica izvorne stranice od 29. prosinca 2007. (Wayback Machine)